# 长桥乡
长桥乡，是中华人民共和国江西省抚州市广昌县下辖的一个乡镇级行政单位。

## 行政区划
长桥乡下辖以下地区：
长桥村、村头村、中堡村、双港村、株市村和上凡村。